# 床豪
床豪（とこごう、1971年5月10日 - ）は、大相撲の床山。本名は東條雅也。大阪府藤井寺市出身。入門時は尾車部屋、現在は押尾川部屋所属。現在一等床山を務めている。

## 履歴
- 1987年9月場所 - 採用。
- 1999年以前 - 三等床山。
- 2008年1月場所 - 二等床山に昇進。
- 2018年1月場所 - 一等床山に昇進。